# Tomandandy
Tomandandy es un dúo musical estadounidense formado en 1989 como grupo de música experimental por Andy Milburn y Thomas Hajdu. El dúo es conocido por sus composiciones para bandas sonoras.

## Historia
Milburn estudió y se graduó en la Universidad de Princeton. Su principal meta era la de crear aplicaciones musicales para softwares. Allí ayudó al diseño de un sistema musical llamado "CMIX". En Princeton conoció a Hajdu, con quien ha realizado conferencias internacionales sobre tecnología informática como representante de organizaciones como TED, CalTech/MIT Enterprise Forum y Digital Hollywood. 
Tras finalizar los estudios, los dos se trasladaron a Nueva York donde empezaron a colaborar con el director de la MTV: Mark Pellington y el editor cinematográfico Hank Corwin. Más tarde empezarían a crecer y decidieron construir varios estudios en Nueva York y en Los Ángeles mientras invertían el tiempo en entretenimiento digital.
En 1992 aparecieron en el álbum recopilatorio Red Hot + Dance de la organización benéfica contra el SIDA, Red Hot con la pista Theme From Red Hot & Dance. 

## Discografía
- Hitting the Apex (2015 film)
- Sinister 2 2015 film soundtrack, Varese Sarabande
- Resident Evil: Retribution 2012 film soundtrack, MIlan Records
- Fastest 2011 film soundtrack, MIlan Records
- Resident Evil: Afterlife 2010 film soundtrack, MIlan Records
- Los extraños - 2008 film soundtrack - Lakeshore Records
- Right at Your Door - 2007 film soundtrack  - Lakeshore Records
- The Hills Have Eyes - 2006 film soundtrack - Lakeshore Records
- The Covenant - 2006 film soundtrack - Lakeshore Records
- Faster - 2003 film soundtrack - Lakeshore Records
- Mean Creek - 2004 film soundtrack - Lakeshore Records
- The Rules of Attraction - 2002 film soundtrack - Lion’s Gate Records
- Mothman: La última profecía - 2002 film soundtrack - Lakeshore Records
- Arlington Road - 1999 film soundtrack - Lakeshore
- Kerouac: Kicks Joy Darkness - collaboration with William S. Burroughs on Old Western Movies, Ryko, 1997
- Going All the Way (1997 film)
- United States of Poetry - Polygram, 1996
- It Goes Back - David Byrne from OffBeat - TVT Records, 1996
- Cartridge Music from OffBeat - TVT Records, 1996
- In Our Sleep - Laurie Anderson - Warner Brothers, 1995
- You'll Know You Were Loved - Lou Reed, Original TV Soundtrack, Reprise, 1995
- Killing Zoe - 1994 film soundtrack - Milan/BMG
- ZooTV Live from Sydney - U2 Polygram Video, 1994